# Season of the Hexenbiest
Season of the Hexenbiest (conocido como "Temporada de Hexenbiest" en Latinoamérica) es el décimo segundo episodio de la segunda temporada de la serie de televisión estadounidense de drama/policíaco/sobrenatural/Fantasía oscura: Grimm. El guion principal del episodio fue escrito por el guionista Alan Di Fiore, y la dirección general estuvo a cargo de Darnill Martin. 
El episodio se transmitió originalmente el 16 de noviembre del año 2012 por la cadena de televisión NBC y fue el último episodio en emitirse en todo el 2012 antes de su parón de las vacaciones de invierno. En América Latina el episodio se estrenó el 17 de diciembre del mismo año por el canal Universal Channel.
En este episodio Nick se ve obligado a enfrentarse al inevitable regreso de Adalind Schade, quien está ideando un elaborado plan para desquitarse de los dos hombres que la humillaron y trataron mal. Por si fuera poco, Juliette se ve obligada a confesar y reconocer su atracción antinatural por el capitán Renard, lo que pone en peligro la identidad secreta del híbrido humano-hexenbiest.    

## Argumento
Poco después de haber descubierto con sorpresa que la persona con la que está obsesionándose el capitán Renard y viceversa es nada menos que Juliette Silverton; Monroe contempla cómo la novia de su mejor amigo sale huyendo de la tienda de especias presa de la vergüenza y arrepentimiento; mientras Renard trata de alcanzar a la misma en un inútil intento por convencerla de aplicarse el proceso que podría revocar el maleficio que los vincula de manera tan extraña. Ante semejante descubrimiento, el blutbad cita a Nick en su hogar para informarle lo de Juliette, ignorando que el Grimm había recibido una llamada previa de Juliette para tener una discusión. 
Al llegar a su hogar, Nick escucha con dolor e impotencia cómo su novia le confiesa tener sentimientos por otro hombre, y aunque exige saber el nombre de la persona, Nick termina deteniéndola y se marcha a la casa de Monroe solo para terminar enterándose de la misma noticia; ya que Monroe no conoce personalmente al capitán Renard y la relación de éste con Nick, le es imposible informarle lo que su amigo necesita escuchar con desesperación.
Esa misma noche, Adalind Schade por fin regresa a Portland para poner en marcha su plan de venganza personal. Con ayuda de una escolta de la Verrat, Adalind contacta a Renard para darle un ultimátum: si en 48 horas no consigue robar la llave-mapa, su identidad como príncipe de una de las siete casas será expuesta al propio Nick. Poco después la fémina visita a Hank para distraerlo y eventualmente hacerlo recibir el ataque de un grupo de Hudjagers.
Al día siguiente, Nick se entera del ataque a su amigo y tras escuchar de los labios del mismo que recibió una visita de Adalind, el Grimm deduce que su enemiga está de regreso en Portland para desquitarse con sus seres queridos. Nick cree que Juliette podría ser la siguiente y con la ayuda de Wu, consigue rastrear el teléfono de su exnovia para dar con el paradero de Adalind, quien sorprendentemente solo se encontraba bebiendo café con la veterinaria y no opone resistencia para ser arrestada. Dado que es una sospechosa en el asesinato de su madre, Adalind es retenida en la estación de policía y durante su interrogatorio le pide indirectamente a Nick que se rinda y entregue la llave de su tía Marie.    
Monroe visita a Hank en el hospital y gracias a sus habilidades, logra localizar en un hotel a los Hudjagers responsables del ataque. Nick decide alcanzar a su aliado wesen, y equivado con un arma de sus ancestros y trabajando en equipo con el Blutbad, los dos consiguen derrotar a los Hudjagers. Nick trata de interrogar a una de los Hudjager, para averiguar el nombre del monarca para el que trabajan, pero la misma es asesinada por uno de los suyos antes de poder revelar algo de vital importancia.
En la comisarís, Adalind le comenta a Renard que la llave podría estar localizada en el tráiler que la tía Marie trajo a Portland antes de su muerte. 
Unas horas después, Nick habla en privado con Adalin; la antigua hexenbiest le comenta que le dirá la identidad del monarca para el que trabajaba cuando intentó asesinar a la tía Marie, poniendo como precio la llave. 
Nick regresa a su hogar para comentarle a Juliette que tiene planeado mudarse, y se instala en la casa de Monroe. Allí, el Blutbad le enseña un video que incluye al hombre responsable de seducir a Juliette: resulta ser una grabación de una conferencia dada por el capitán Renard. 
En el depósito de autos de Portland, el capitán Renard consigue dar con el tráiler de la tía Marie.

## Elenco
- David Giuntoli como Nick Burkhardt.
- Russell Hornsby como Hank Griffin.
- Bitsie Tulloch como Juliette Silverton.
- Silas Weir Mitchell como Monroe.
- Sasha Roiz como el capitán Renard.
- Reggie Lee como el sargento Wu.
- Claire Coffee como Adalind Schade.

## Producción
La frase tradicional al comienzo del episodio es parte del pequeño cuento alemán de los hermanos Grimm: los músicos de Bremen. 
Curiosamente, al final del episodio, y como un complemento bastante sarcástico y gracioso, poco después del eslogan "continuará", se puede apreciar un "Lo sentimos", que hace referencia al parón de la serie en las vacaciones de invierno.  
Algunos teaser del episodio fueron lanzados antes del estreno.

### Actuación
El episodio marca el debut de la actriz Claire Coffee en el elenco principal, luego de que su personaje se convirtiera en uno de los preferidos y más populares del público.
Sobre su preparación para su regreso; David Giuntoli comentó: 

"Amo a Claire Coffee, y ahora que es una protagonista del show, ha comenzado a intrigar a todos. Su personaje Adalind, por otra parte, es vil y simplemente desalmado — literalmente desde que le saqué su alma con un beso francés en la temporada pasada. Claire ha estado leyendo sobre psicópatas porque Adalind es un mal ser humano. Le encanta ser mala. Es maliciosamente alegre, bruta para conseguir poder, destruyendo mis relaciones y lo que sea que haga falta para obtener lo que quiere. Tiene ese coqueteo-odio, lo que es mortalmente sexy".

### Guion
En una entrevista con Tv Line, la actriz Claire Coffe comentó un poco sobre el desarrollo de su personaje y sus motivaciones:

"Tras perder sus poderes, en vez de usar sus fuerzas para el bien, decide usar lo que le queda para hacer más maldad. Está en el camino de la venganza".

Cuando se le preguntó sobre la posibilidad de que Adalind regrese a ser una Hexenbiest, Coffee comentó: 

"No sé si sea posible. Todos nos preguntamos eso también. Creo que eso es lo divertido de estar en un show con tanta mitología. El elemento sobrenatural y sus reglas aun están por verse".

### Continuidad
- Adalind regresa a Portland para vengar la muerte de su madre, así como del capitán Renard.
- Monroe menciona que un tipo llamad Leroy le debe dinero, una referencia a su primer cliente en la tienda de especias.
- La verrat hace su reaparición en la serie.

## Recepción

### Audiencia
En el día de su transmisión original en los Estados Unidos por la NBC, el episodio fue visto por un total de 5.030.000 de telespectadores. Sin embargo, el total de gente que vio el episodio fue de 8.000.000.

### Crítica
El episodio ha recibido críticas positivas entre los críticos y los fanáticos de la serie:
Less Chappel de AV Club le dio al episodio una A en una categoría de la A a la F argumentando: "Presenta el regreso de la misteriosa llave que según la madre de Nick es parte de un enorme rompecabezas que data desde las cruzadas, los esfuerzos de los nada misericordiosos Hundjäger  de la verrat y lo involucradas que están las siete casas en los eventos de Portland. Y aunque es el caso, sucede que este es uno de los mejores episodios de la temporada (“La Llorona” está cerca de ser el segundo), un episodio que usa este enorme mundo como impulso para sacar a varios de sus personajes de sus circuitos de espera, donde se dicen las cosas y parece que nadie se recupera".